# أندرو د. هورويتز
أندرو د. هورويتز (بالإنجليزية: Andrew D. Hurwitz) هو قاضي أمريكي، ولد في 1 أكتوبر 1947 في نيويورك في الولايات المتحدة.

## وصلات خارجية
- أندرو د. هورويتز على موقع إن إن دي بي (الإنجليزية)